# Axel Ihrmark
Karl Axel Ihrmark, född 16 september 1871 i Skultuna, död 22 april 1957 i Sigtuna, var en svensk präst. Han var far till Einar Ihrmark.
Ihrmark avlade teoretisk teologisk examen vid Uppsala universitet 1892 och teologie kandidatexamen 1897. Han promoverades till teologie doktor 1927. Ihrmark blev andre komminister i Hedermora 1898 och förste komminister där 1900. Han var sekreterare hos Svenska kyrkans missionsstyrelse 1906–1913, redaktör för dess missionstidning 1903–1913, blev kyrkoherde i Norrbärke 1913, samt kontraktsprost 1928. Ihrmark anlitades flera gånger i kommittéer för ecklesiastika ärenden. Bland hans skrifter märks Om kyrklighet (1898), Övre Dalarnes historia (1901), Bilder ur missionshistorien (tillsammans med Anton Karlgren 1907, andra upplagan 1916), Världsmissionens nuvarande läge och uppgift (1910), Missionsarbetet och de kristnas enhet (1913) och Den religiösa förkunnelsens gestaltning i denna tid (1925).